# У подножия вулкана (фильм)
«У подножия вулкана» (другое название «Под вулканом» англ. Under the Volcano, исп. Bajo el volcán) — совместная мексикано-американская драма режиссёра Джона Хьюстона, экранизация одноимённого романа английского писателя Малкольма Лаури (1947). Премьера фильма состоялась 12 июня 1984 года в США.

## Сюжет
Мексика, 1939 год. На фоне войны, разрывающей Европу, и празднования местного Дня Смерти, проходит один день из жизни Джеффри Фирмина, британского консула, страдающего алкоголизмом и прозябающего в маленьком городке на юге страны. Возможно саморазрушающее поведение политика всего лишь метафора, предостерегающая цивилизацию, источник растерянности и грусти в глазах его родного брата Хью и бывшей жены Ивонн, которая вернулась в надежде на выздоровление Джеффри и восстановление брака.

## В ролях
- Альберт Финни — Джеффри Фирмин
- Жаклин Биссет — Ивонн Фирмин
- Энтони Эндрюс — Хью Фирмин
- Игнасио Лопес Тарсо — доктор Виджил
- Кэти Хурадо — сеньора Грегория
- Джеймс Вилье — «Британец» (англ. Brit)
- Доусон Брэй — Куинси
- Карлос Рикельме — Бустаманте
- Джим МакКарти — «Гринго»
- Хосе Рене Руис — карлик
- Элиасар Гарсия-мл. — попечитель парков (англ. Chief of Gardens)
- Сальвадор Санчес — управляющий скотным двором (англ. Chief of Stockyards)
- Серхио Кальдерон — глава муниципалитета (англ. Chief of Municipality)
- Эмилио Фернандес — Диосдадо
- Роберто Соса — «Блохастый» (англ. Few Fleas)
- Уго Стиглиц — Синаркиста
- Уго Моктесума — латиноамериканский консул
- Альберто Ольвера — матадор
- Эдуардо Барболла — дон Хуан Тенорио
- Алехандра Суарес — донья Инес

## Съёмочная группа
- Режиссёр-постановщик: Джон Хьюстон
- Сценарист: Гай Галло
- Продюсеры: Мориц Борман, Виланд Шульц-Кайл
- Оператор: Габриэль Фигероа
- Композитор: Алекс Норт

## Награды и номинации
- 1984 — Номинация на «Золотую пальмовую ветвь» Каннского кинофестиваля — Джон Хьюстон[2]
- 1984 — Премия Ассоциации кинокритиков Лос-Анджелеса лучшему актёру — Альберт Финни[3]
- 1984 — Национальный совет кинокритиков США: фильм вошёл в десять лучших фильмов.[4]
- 1984 — Номинация на премию Сообщества кинокритиков Нью-Йорка лучшему актёру — Альберт Финни[5]
- 1985 — Премия «Оскар»:[6]
  - номинация на лучшую мужскую роль — Альберт Финни
  - номинация на лучшую музыку к фильму — Алекс Норт
- 1985 — Золотой глобус:[7]
  - номинация на лучшую мужскую роль — Альберт Финни
  - номинация на лучшую женскую роль второго плана — Жаклин Биссет
- 1985 — Премия Лондонского кружка кинокритиков актёру года — Альберт Финни[8]
- 1985 — Номинация на премию Национального общества кинокритиков США лучшему актёру[англ.] — Альберт Финни[9]

### Рецензии
- «Hell ish my Natural Habitat» - UNDER THE VOLCANO (Great Acid Movies #88)
- DRINKING HIS WAY TO HELL
- Review by Roger Ebert
- Under the Volcano – Classic Movie Review 4123
- Review by Janet Maslin
- Succeeds in capturing the novel's sense of doom and gets a tour de force performance from Albert Finney
- Under the Volcano: Before the Stillness